# Apollo Justice: Ace Attorney
Apollo Justice: Ace Attorney (яп. 逆転裁判 4 Гякутэн Сайбан 4, букв. «Переворотный суд 4») — компьютерная игра в жанре визуальной новеллы, разработанная и выпущенная компанией Capcom в 2007 году для Nintendo DS. Позднее игра выходила и на iOS и Android в 2016 году и на Nintendo 3DS в 2017 году. Она также была выпущена на Nintendo Switch, PlayStation 4, Windows и Xbox One в 2024 году как часть сборника Apollo Justice: Ace Attorney Trilogy. Четвёртая игра в серии Ace Attorney. Apollo Justice: Ace Attorney стала первой игрой серии, которая не была портом с Game Boy Advance, а изначально разрабатывалась для Nintendo DS, что позволило включить в геймплей новые механики, задействующие возможности более современной консоли, в частности сенсорный экран и микрофон. Ещё одной отличительной особенностью игры стала смена протагониста: вместо Феникса Райта главным действующим лицом стал Аполло Джастис. В Apollo Justice: Ace Attorney, как и во всех прежних играх серии Ace Attorney, игрок играет за адвоката, который защищает клиентов, обвинённых в убийстве, в суде, попутно расследуя пресловутое убийство.

## Разработка
Игру разрабатывали силами команды из 28 человек, в которой роль продюсера взял на себя Минаэ Мацукава, руководителя — Мицуру Эндо, а Сю Такуми, отец серии, был ответственен за сценарий. Такуми изначально хотел закончить серию на третьей игре, так как Феникс Райт как персонаж уже полностью раскрыт, а его история рассказана. Когда всё-таки было решено, что четвёртой части быть, он пожелал, чтобы она была с другим главным героем и другой историей в основе сюжета. Он не хотел, чтобы Феникс появлялся в игре в принципе, однако коллеги Такуми настояли на том, чтобы он присутствовал в игре в том или ином виде, что привело к тому, что Райт стал подсудимым в первом деле.
В начале разработки было предложено использовать трёхмерную графику, но по итогу в игре используется обычная для Ace Attorney двухмерная графика с некоторыми трёхмерными элементами. В Apollo Justice: Ace Attorney впервые в серии использовались видеоролики, созданные при помощи технологии motion-capture. Для записи одного из таких роликов в качестве женского персонажа выбрали сотрудника-мужчину, и продюсер назвал его «естественным» в своей роли. Озвучивали персонажей также сотрудники Capcom, равно как и в предыдущих играх серии.

## Сюжет
Действие игры происходит через семь лет после окончания событий Trials and Tribulations, третьей игры серии. Протагонистом стал Аполло Джастис — молодой адвокат-новичок, подобный Фениксу Райту в первой части. Райт также присутствует в игре и играет важную роль в сюжете, однако игровым персонажем становится только в четвёртом эпизоде, когда активируется система MASON.

### Эпизоды
Игра поделена на четыре сюжетно связанных эпизода.
1. Turnabout Trump (яп. 逆転の切札, букв. «Козырной поворот») — вводное дело. В русском ресторане был убит загадочный путешественник с неизвестным прошлым. В преступлении обвинили Феникса Райта — в прошлом адвоката, а теперь пианиста и покериста в том самом ресторане. По ходу дела вскрывается, что убийство совершил Кристоф Гевин — начальник Аполло Джастиса и хороший друг Феникса.
2. Turnabout Corner (яп. 逆転連鎖の街角, букв. «Угловой поворот») — произошло три на первый взгляд несвязанных события: Феникса Райта сбила машина (он отделался лишь незначительными травмами), у Трюси Райт украли реквизит для её трюка — «магические панталоны», а у одного из знакомых Райта угнали стойку, где он продавал лапшу. По итогу оказывается, что они связаны между собой, притом связаны убийством: в парке находят труп, который на момент своей смерти тянул ту самую стойку.
3. Turnabout Serenade (яп. 逆転のセレナード , букв. «Поворот серенады») — на концерте вымышленной рок-группы Gavinners происходит убийство менеджера приглашённой из-за рубежа певицы Ламируа. События того дня совпадают с текстом песни, с которой тогда выступала группа и Ламируа. В убийстве обвинили слепого пианиста, который постоянно находится с певицей.
4. Turnabout Succession (яп. 逆転を継ぐ者 , букв. «Преемственный поворот») — в своей студии был убит художник, а в его убийстве обвиняется его дочь, очень замкнутая и необщительная девушка. Позже становится ясно, что тот художник подделывал картины и, в том числе, улики, а его дочь в этом сильно помогала. Одной из сфальсифицированных ею улик была страница в дневнике, которая сыграла важную роль в лишении Феникса Райта адвокатского статуса.

## Геймплей
Игровой процесс в Apollo Justice: Ace Attorney довольно типичен для серии игр Ace Attorney. Каждый эпизод, за исключением только судебного первого, поделён на две части: расследование и судебное заседание. Во время расследования игрок собирает улики и различные сведения о деле, которые помогут ему в суде. В этом ему помогают некоторые персонажи. Например, детектив и научный специалист Эма Скай вносит в процесс расследования такие механики, как снятие отпечатков пальцев и поиск пятен крови с помощью распыления люминоловой жидкости.
Вторая часть игры — суд, в котором игроку предстоит, используя собранные данные, защитить своего клиента. Основной механикой во время суда является перекрёстный допрос: игрок ищет противоречия между показаниями свидетеля и имеющимися уликами. В четвёртой части появляется механика, связанная с Аполло Джастисом: он может использовать свой браслет, чтобы сконцентрироваться на словах свидетеля и выловить нервные тики на определённых его заявлениях.

## Критика
| Сводный рейтинг    | Сводный рейтинг              |
| Агрегатор          | Оценка                       |
| ------------------ | ---------------------------- |
| GameRankings       | - DS: 78,39 % - 3DS: 77,69 % |
| Metacritic         | 81/100                       |
| Иноязычные издания |                              |
| Издание            | Оценка                       |
| Eurogamer          | 8/10                         |
| Famitsu            | 36/40                        |
| GameSpy            | [ 13 ]                       |
| IGN                | 8,3/10                       |
| Adventure Gamers   | [ 15 ]                       |

Игра получила в основном положительные отзывы критиков: на сайте Metacritic у неё стоит оценка 79 баллов из 100. Колин Мориарти из IGN в своей рецензии написал: «Заходя в игру, я ожидал увидеть всё те же старые приёмчики. Но каково же было моё удивление, когда я осознал, что старое и новое можно так хорошо смешать в одно целое… Геймплей и спрайты Аполло Джастиса такие же, как мы и привыкли, музыка одновременно и знакома и нова, однако Аполло Джастис перенимает весь тот шарм, который ранее привносил Феникс Райт, и не падает в грязь лицом. Как говорится, всё новое — хорошо забытое старое, и это новое чёрт возьми прекрасно». Джон Уокер, автор обзора на игру в Eurogamer, поставил игре 8 баллов из 10, в конце сказав: «Самое главное: весь сюжет про Феникса Райта, что, очевидно, будет хотеть любой здравый человек; в игре четыре восхитительные истории сплетаются в одну, давая повод переживать за новых ребят; сценарий же просто поражает, да и постоянно смешит игрока».